# 欧野青茅
欧野青茅（学名：Deyeuxia lapponica）为禾本科野青茅属下的一个种。

## 扩展阅读
- 維基物種上的相關：欧野青茅